# Romuald Gadomski

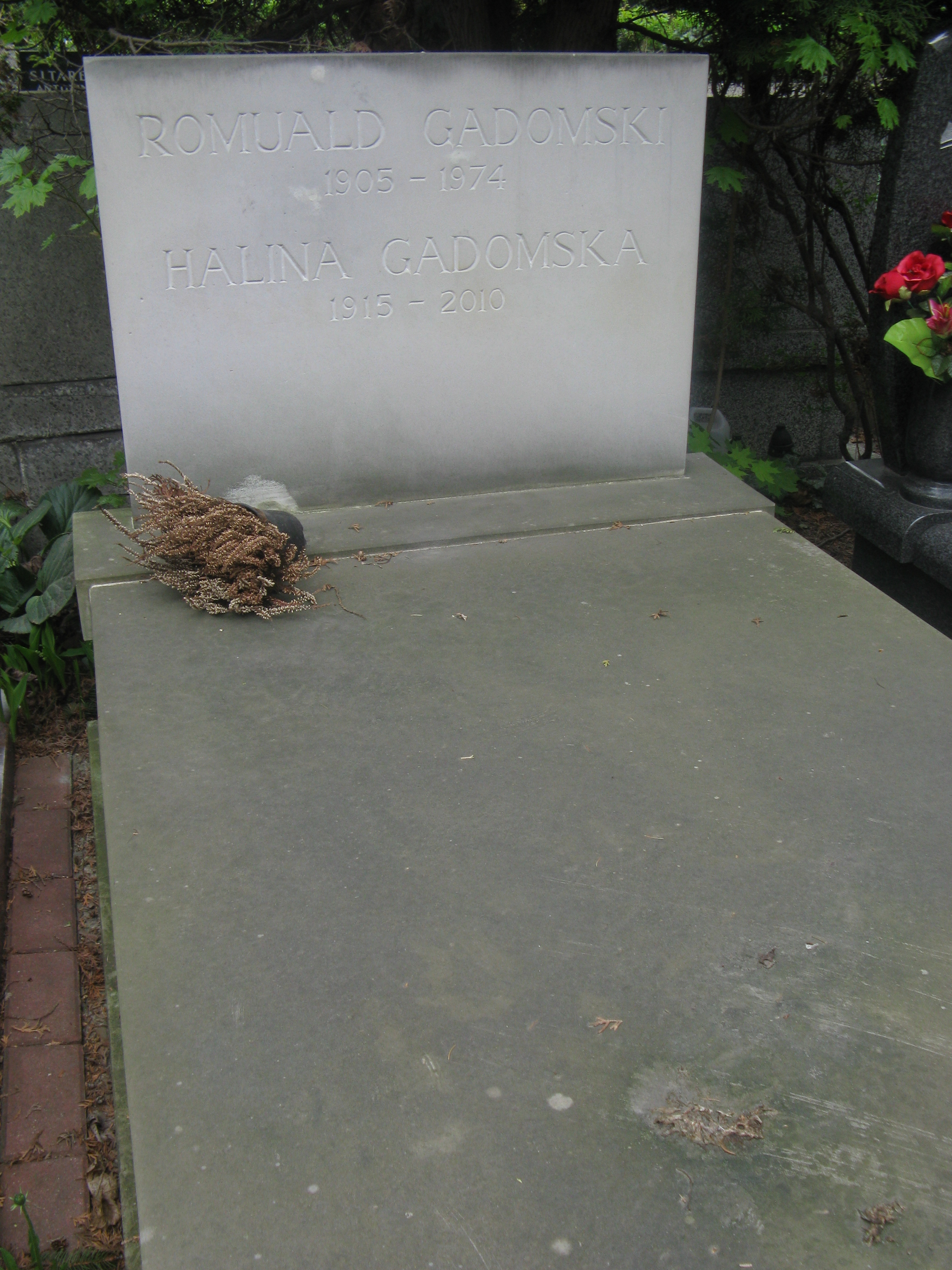
Grób Romualda Gadomskiego na cmentarzu Wojskowym na Powązkach

Romuald Gadomski (ur. 26 grudnia 1905 w Ciechocinku, zm. 10 września 1974 w Warszawie) – podpułkownik, uczestnik wojny polsko-sowieckiej i II wojny światowej, funkcjonariusz aparatu bezpieczeństwa PRL.

## Życiorys
Syn górnika Stanisława, sympatyka Polskiej Partii Socjalistycznej. W 1920 podczas wojny polsko-bolszewiskiej zgłosił się ochotniczo do Wojska Polskiego, zawyżając swój wiek o dwa lata. Podczas walk został ranny. Po wyleczeniu kształcił się w gimnazjum najpierw w Mińsku Mazowieckim, następnie w Bydgoszczy. Jesienią 1922 wstąpił do Komunistycznej Partii Polski. Po zdaniu w 1925 matury studiował na Politechnice Warszawskiej, potem w Wyższej Szkole Handlowej. Działał w Komunistycznej Partii Polski „Życie”, przyjaźnił się blisko z Wincentym Rutkiewiczem. W 1926 na polecenie władz KPP wstąpił do PPS-Lewicy, w której był członkiem egzekutywy Komitetu Warszawskiego. Wraz z Rutkiewiczem i innymi organizował jej komórki w Warszawie i na Mazowszu. Od lutego 1927 działał w Krakowie. Od 1929 członek trzyosobowego Komitetu Generalnego PPS-Lewicy, z ramienia którego był odpowiedzialny za kontakty z KPP. 1930–1931 odbywał służbę wojskową w Szkole Podchorążych Rezerwy Piechoty w Zambrowie. Wówczas na polecenie Wydziału Wojskowego KC KPP obsługiwał komórkę partyjną w 71 pułku piechoty, za co został karnie przeniesiony do 86 pułku piechoty w Mołodecznie. Po dezercji, ścigany listami gończymi, przeszedł do nielegalnej pracy i 1931–1932 działał jako funkcjonariusz KPP w Obwodzie Poznańsko-Pomorskim. 1932–1935 więziony za dezercję i działalność komunistyczną. 1935–1936 był „okręgowcem” Komunistycznej Partii Zachodniej Ukrainy we Lwowie. Po kapitulacji Warszawy 28 września 1939 wraz z rodziną udał się do zajętego przez Armię Czerwoną Białegostoku, gdzie był księgowym w fabryce włókienniczej, a następnie w Mińsku pracował w redakcji wydawanego w języku polskim pisma „Sztandar Wolności”. Po ataku Niemiec na ZSRR w czerwcu 1941 ewakuowany w rejon Kujbyszewa. W październiku 1941 na polecenie Kominternu wstąpił do armii gen. Władysława Andersa. We wrześniu 1943 został aresztowany w Jerozolimie za prowadzenie agitacji komunistycznej wśród oficerów i podoficerów. Zwolniony w grudniu 1944.
W czerwcu 1945 roku delegat Rządu Jedności Narodowej w Palestynie i Jordanii. Od 11 września 1946 r. wicedyrektor Departamentu V Ministerstwa Bezpieczeństwa Publicznego i zastępca ówczesnego dyrektora tego departamentu, Julii Brystygierowej. Następnie od 1 lipca 1947 r. zastępca naczelnika Wydziału II Samodzielnego MBP, w tym samym miesiącu (17 lipca 1947) mianowany wicedyrektorem Departamentu VII (wywiad) MBP oraz zastępcą ówczesnego dyrektora Departamentu VII, generała Wacława Komara. Zwolniony z MBP 15 września 1949 roku. W grudniu 1948 był delegatem na Zjazd Zjednoczeniowy PPR i PPS, a w 1959 delegatem na III Zjazd Polskiej Zjednoczonej Partii Robotniczej. W latach 1959–1965 był korespondentem PAP w Belgradzie, a w 1965–1967 zastępcą redaktora naczelnego tygodnika „Życie Gospodarcze”. 
Zmarł w Warszawie. Pochowany na wojskowych Powązkach (kwatera C33-6-14).

## Ordery i odznaczenia
- Krzyż Komandorski Orderu Odrodzenia Polski
- Krzyż Oficerski Orderu Odrodzenia Polski (18 grudnia 1945)[2]